# Roch Castle
Roch Castle (walisisk: Castell y Garn) er en borg fra 1100-tallet, der ligger i Roch nær Haverfordwest, Wales.
Den blev opført af den normanniske ridder Adam de Rupe eller Adam de la Rouche i anden halvdel af 1100-tallet, sandsynligvis på et sted hvor en tidligere fæstning af træ har stået. Roche er et almindeligt fransk ord for klippe, mens rupestre understreger at der vokser planter mellem klipperne.
Den blev opført på samme tid som Pill Priory nær Milford Haven, der også blev opført af Rupe-familien, og Roch Castle blev sandsynligvis opført fore at være en af de ydre forsvarsværke i "Little England" eller "Landsker", da den lå tæt på den uofficielle grænse, der i århundrede havde delt det engelske og walisiske område i Pembrokeshire.